# Astragalus dianat-nejadii
Astragalus dianat-nejadii es una especie de planta del género Astragalus, de la familia de las leguminosas, orden Fabales.

## Distribución
Astragalus dianat-nejadii se distribuye por Irán.

## Taxonomía
Fue descrita científicamente por F. Ghahremani-Nejad. Fue publicada en Iranian Journal of Botany 5: 106 (1992).